# Camissoniopsis cheiranthifolia
Camissoniopsis cheiranthifolia är en dunörtsväxtart. Camissoniopsis cheiranthifolia ingår i släktet Camissoniopsis och familjen dunörtsväxter.

## Underarter
Arten delas in i följande underarter:
- C. c. cheiranthifolia
- C. c. suffruticosa

## Bildgalleri

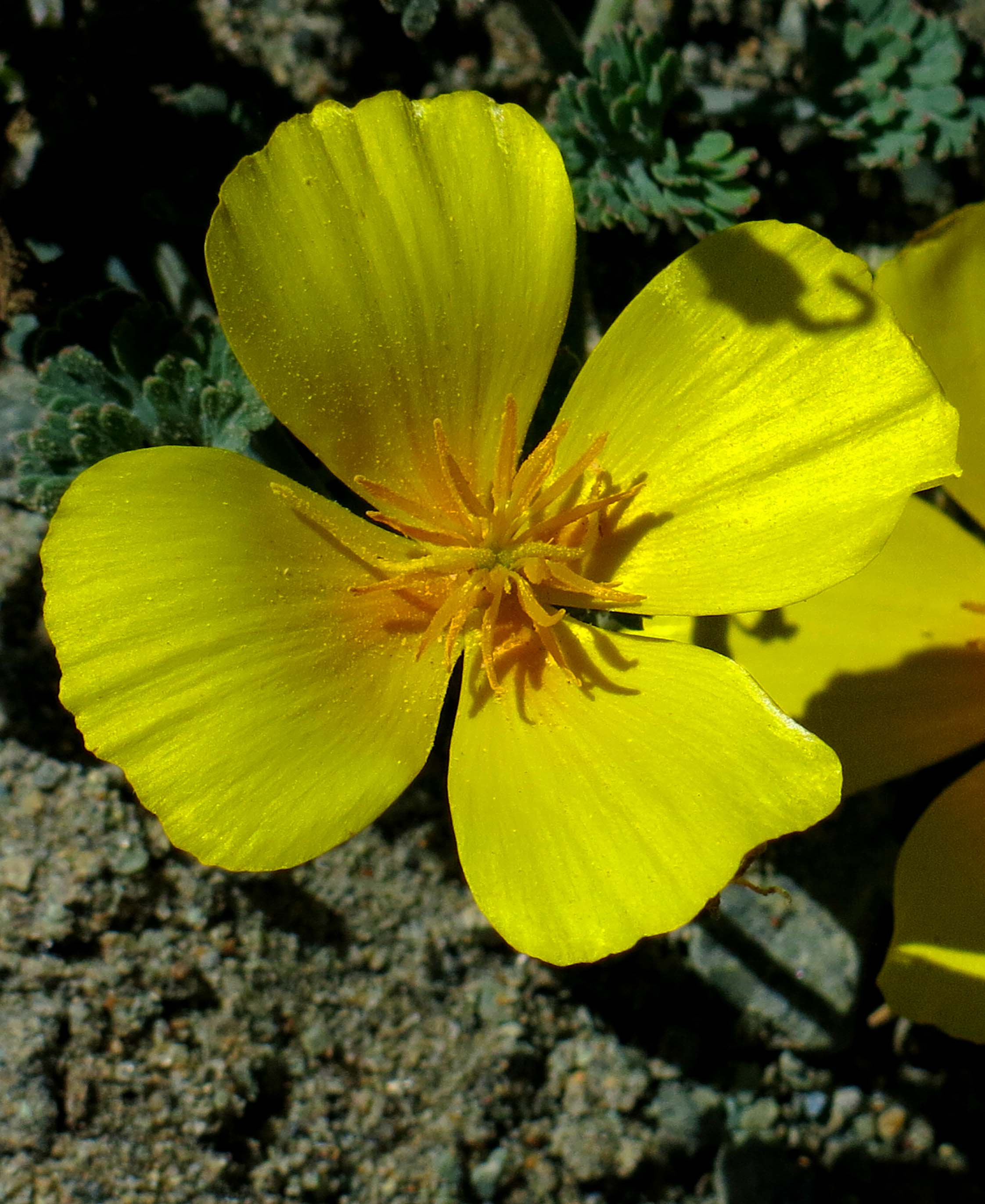
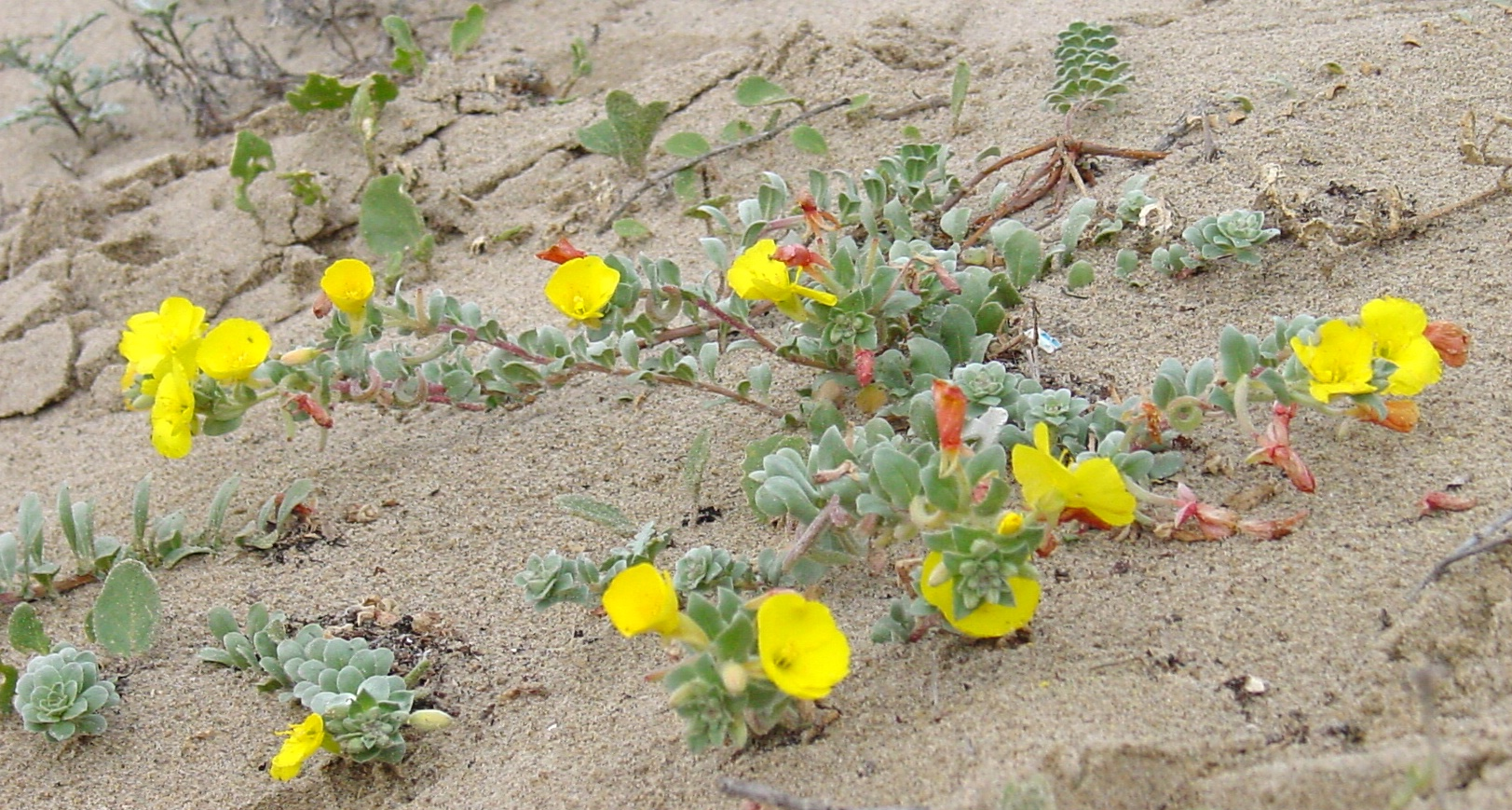